# Лаокоон и синовете му
Лаокоон и синовете му е монументално мраморно произведение, което изобразява смъртта на Лаокоон. Статуята се намира в двора на Апостолическия дворец във Ватикана. Висока е 242 см.
Статуята е приписвана според древноримския писател Плиний Стари на 3 скулптори от остров Родос: Агесандър, Атенодор и Полидор. Тя представя троянския жрец Лаокоон и неговите синове Антифант и Тимбрей, борещи се с морски змии.
Скулптурата е намерена през 1488 г. в термите на Тит на хълма Есквилин в Рим. Днес се съхранява във Ватиканските музеи.